# Březová (okres Opava)
Březová (Duits: Briesau, soms ter onderscheiding van andere plaatsen met dezelfde naam Březová u Vítkova genoemd) is een vlek in de Tsjechische regio Moravië-Silezië, en maakt deel uit van het district Opava. Březová telt 1414 inwoners (2023). De vlek ligt op de grens van de historische regio's Moravië en Silezië.

## Geschiedenis
- 1238 – De eerste schriftelijke vermelding van Březová.
- 2018 – De gemeente Březová krijgt (opnieuw) de status vlek.[1]